# Clan Salomon
 (novembre 2020).
Si vous disposez d'ouvrages ou d'articles de référence ou si vous connaissez des sites web de qualité traitant du thème abordé ici, merci de compléter l'article en donnant les références utiles à sa vérifiabilité et en les liant à la section « Notes et références ».
Le clan Salomon  (en hongrois : Salomon nemzetség) était le nom d'une ancienne gens (clan dans les documents en latin) dont descendent plusieurs familles de la noblesse hongroise. 

## Histoire
Le clan magyar Salomon est originaire de Dunaszerdahely, dans l'île du Seigle sur le Danube, et dans le comitat de Pozsony (Bratislava) en Haute-Hongrie (Slovaquie actuelle). Le plus ancien ancêtre connu du clan Salomon est un certain Mokud cité comme officier judiciaire royal (királyi pristaldus) sous Béla III de Hongrie en 1186.

## Familles issues du clan Salomon
- Famille Esterházy
- Famille illésvathai Illés (hu)
- Famille Illésházy
- Famille Póka (hu)
- Famille alapi Salamon (hu), dont Mihály Salamon (hu) (1767-1840), lieutenant-colonel, chevalier de l'Ordre militaire de Marie-Thérèse. Il reçoit le titre de baron par François Ier d'Autriche en 1816.
- Famille vathai Salamon (hu)
- Famille Salamonfay (hu)
- Famille Salamonváry (hu)
- Famille Szerhás (hu)

### Sources
- Révai nagy lexikona